# Fred van Herpen
Franciscus Alfred Lodewijk (Fred) van Herpen (Vaals, 18 november 1943) is een Nederlandse voormalige sprinter, die vooral naam maakte op de 400 m. Hij was een van de succesvolste baanatleten uit de jaren zestig en zeventig van de vorige eeuw. In totaal behaalde hij 26 nationale jeugd- en seniorentitels op de 100, 200, 300 en 400 m. Vermaard was Fred van Herpen om zijn loopstijl, die alom geprezen werd. Van Herpen was lid van de Vughtse Sportclub Prins Hendrik. Zijn grootste succes is het behalen van een zilveren medaille op de Olympiade van 1969.

## Loopbaan

### Als eerste onder 47 seconden
In 1963 liep Fred van Herpen de 400 m in 47,4 s, een verbetering van het toenmalige nationale record met een halve seconde. Vanaf dat moment was hij in Nederland op deze afstand de te kloppen man. In 1965 verbeterde hij zich via 47,3 tot 47,0, waarna hij op 3 juli 1965 in Bern met een tijd van 46,9 als eerste Nederlander de barrière van 47 seconden doorbrak. Dit record hield stand tot 1968.
Van Herpen was ook een vaste schakel in de nationale 4 x 400 m estafetteploegen die tussen 1963 en 1970 in totaal zevenmaal het nationale record in deze discipline aanscherpten van 3.16,0 (1963) tot 3.08,4 (1970). Deze laatste tijd werd pas in 1974 overtroffen.

### Olympische Spelen gemist
Tweemaal maakte Fred van Herpen kans op deelname aan de Olympische Spelen van Mexico-Stad in 1968, maar onduidelijke problemen bij de KNAU verhinderden dit. Berucht is de beslissingswedstrijd in Zürich met Rijn van den Heuvel, welke door de laatste werd gewonnen. Beiden waren sneller dan zij tevoren ooit waren geweest: Van den Heuvel verbeterde het nationale record van Van Herpen tot 46,7 en Van Herpen zelf kwam tot 46,8. Geen van beiden mocht echter naar Mexico afreizen van de bond.

### Beste prestatie ooit
In 1965 behaalde Van Herpen een zilveren medaille op de universiade in Boedapest. Met een tijd van 46,9, een evenaring van zijn eigen toenmalige nationale record, finishte hij achter de Italiaan Sergio Bello (goud) en voor de Amerikaan Lynn Saunders (brons). Zelf noemde hij dit zijn beste resultaat ooit.

## Nederlandse kampioenschappen
| Onderdeel | Jaar                   |
| --------- | ---------------------- |
| 400 m     | 1964, 1966, 1968, 1969 |

## Persoonlijke records
| Onderdeel    | Prestatie | Datum            | Plaats    |
| ------------ | --------- | ---------------- | --------- |
| 100 m        | 10,5      | 7 september 1968 | Leiden    |
| 200 m        | 21,3      | 23 mei 1965      | Groningen |
| 400 m        | 46,8      | 22 augustus 1968 | Zürich    |
| 800 m        | 1.53,0    | 1970             |           |
| 110 m horden | 17,2      | 1969             |           |

## Palmares

### 400 m
- 1965:  Europacup voorronde in Enschede - 47,0 s
- 1965:  Universiade - 46,9 s
- 1968:  NK - 46,9 s
- 1969:  NK - 47,8 s
- 1970:  NK - 47,9 s

## Onderscheidingen
- KNAU-jeugdatleet van het jaar (Albert Spree-Beker) - 1961
- KNAU-atleet van het jaar - 1965